# Internetgateway
Ein Internetgateway ist eine Schlüsselstelle oder -adresse in einem lokalen Netzwerk, welche Teilnehmern innerhalb des Netzwerkes Datenaustausch mit dem Internet ermöglicht.
Als Beispiel ist hier der Router aus der privaten Nutzung zu nennen. Auf der Ebene des IP-Protokolls belegt der Router die IP-Adresse z. B. 192.168.1.1. Alle an dem Netzwerk teilnehmenden PCs senden eine Datenanfrage an eine IP-Adresse, die sich nicht im selben Netzwerk befindet (z. B. 192.168.2.37) an das Gerät mit der Gateway-Adresse, also in diesem Fall den Router, welches dann die Nachricht in das übergeordnete oder in ein benachbartes Netzwerk weiterleitet.